# Marit Beyer
Marit Beyer ist eine deutsche Rundfunksprecherin und Hörbuchsprecherin.

## Leben
Marit Beyer studierte Sprechkunst und Sprecherziehung an der Hochschule für Musik und Darstellende Kunst Stuttgart.
Sie spricht für Hörfunk und Fernsehen unter anderem für Arte, den SWR, den WDR, das ZDF und 3sat. Seit 2007 ist sie Sprecherin bei Arte. Sie war die Off-Stimme des Magazins Tracks und sprach für das Magazin Kurzschluss und das Magazin Global. Seit 2018 ist sie Sprecherin bei 3sat. Sie spricht für das Magazin Nano und das Magazin Kulturzeit. 2022 erhielt das Magazin Kulturzeit den Deutschen Fernsehpreis.
Sie sprach Hörbücher unter anderem für den Argon Verlag, den Bonnevoice Hörbuchverlag, den Der Diwan Hörbuchverlag, Hörbuch Hamburg und Steinbach sprechende Bücher ein. Sie nahm Hörführungen unter anderem für das Richard Wagner Museum Bayreuth, das Humboldt Forum Berlin, die Kunsthalle Mannheim und das Kunstmuseum Stuttgart auf.
Sie machte Lesungen unter anderem im Kulturpalast Dresden, im Literaturhaus Köln, in der Stadtbibliothek Leipzig, im Literaturhaus Stuttgart, in der Stadtbibliothek Stuttgart, im Literaturhaus Wiesbaden und auf dem Internationalen Literaturfest lit.Cologne. Sie trat in Musiktheaterproduktionen unter anderem im Festspielhaus Baden-Baden, im Konzerthaus Berlin, im Bremer Konzerthaus, in der Tonhalle Düsseldorf, in der Philharmonie Essen, im Theater Freiburg, in der Laeiszhalle Hamburg, in der Kölner Philharmonie, in der Philharmonie Luxembourg, im Wiener Konzerthaus und auf dem Eclat Festival Neue Musik Stuttgart auf. Sie machte Live-Synchronisationen unter anderem auf dem Internationalen Trickfilm-Festival Stuttgart.
Seit 2015 ist sie Dozentin für Sprechkunst an der Staatlichen Hochschule für Musik und Darstellende Kunst Stuttgart.

## Hörbücher (Auswahl)
- Veronika Peters: Die Liebe in Grenzen. Steinbach sprechende Bücher 2014.
- Joseph O’Connor: Die wilde Ballade vom lauten Leben. Argon Verlag 2015.
- Laura Schroff und Alex Tresniowski: Immer Montags beste Freunde. Steinbach sprechende Bücher 2016.
- Kim Thúy: Der Klang der Fremde. Bonnevoice Hörbuchverlag 2016.
- Vita Sackville-West und Harold Nicolson: Sissinghurst. Portrait eines Gartens. Der Diwan Hörbuchverlag 2017.
- Natalia Ginzburg: Valentino. Der Diwan Hörbuchverlag 2018.
- Julie Otsuka: Als der Kaiser ein Gott war. Der Diwan Hörbuchverlag 2020.
- Lexikon der Schönheit. Der Diwan Hörbuchverlag 2020.
- Deniz Ohde: Streulicht. Bonnevoice Hörbuchverlag 2020.
- Hanna Jansen: Herzsteine. Der Diwan Hörbuchverlag 2021.
- Sandra Pfitzner: Sophie Scholl. Der Widerstand der Weißen Rose. Headroom 2021.
- Marica Bodrožić: Pantherzeit. Vom Innenmaß der Dinge. Der Diwan Hörbuchverlag 2021.
- Marit Beyer und Olivia Trummer: Paris. Werke von Rainer Maria Rilke und Erik Satie. Der Diwan Hörbuchverlag 2021.
- Maren Gottschalk: Sophie Scholl. Wie schwer ein Menschenleben wiegt. Bonnevoice Hörbuchverlag 2022.
- Hélène Gestern: Schwindel. Der Diwan Hörbuchverlag 2022.
- Sandra Pfitzner: Nikola Tesla. Headroom 2022.
- Anna Albinus: Chalupki. Der Diwan Hörbuchverlag 2023.
- Sanam Mahloudji: Die Perserinnen. Hörbuch Hamburg 2024.
- Olga Grjasnowa: Juli, August, September. Hörbuch Hamburg 2024.
- Lai Wen: Himmlischer Frieden. Hörbuch Hamburg 2025.

## Hörspiele (Auswahl)
- Ursula K. Le Guin: Erdsee. Staffel 1. WDR 2022.
- Ursula K. Le Guin: Erdsee. Staffel 2. WDR 2023.

## Hörfunklesungen (Auswahl)
- Marica Bodrožić: Die Arbeit der Vögel. Seelenstenogramme. WDR 2022.
- Virginia Woolf: Der Fleck an der Wand. SWR 2023.
- Mary Hunter Austin: Wo wenig Regen fällt. WDR 2023.

## Auszeichnungen (Auswahl)
- 2010: Junge Ohren Preis für das Musiktheater Die Reise nach Brasilien mit Malte Prokopowitsch und Olivia Trummer[4]
- 2015: Nominierung für den Deutschen Hörbuchpreis als beste Interpretin für das Hörbuch Die Liebe in Grenzen[5]
- 2016: Longlist zum Deutschen Hörbuchpreis als beste Interpretin mit dem Hörbuch Immer Montags beste Freunde[6]
- 2017: 1. Platz der hr2-Hörbuchbestenliste für das Hörbuch Sissinghurst. Portrait eines Gartens
- 2018: 1. Platz der hr2 Hörbuchbestenliste für das Hörbuch Valentino
- 2021: Longlist zum Deutschen Hörbuchpreis als beste Interpretin mit dem Hörbuch Als der Kaiser ein Gott war[7]
- 2021: Longlist zum Preis der deutschen Schallplattenkritik mit dem Hörbuch Herzsteine[8]
- 2021: 5. Platz der hr2-Hörbuchbestenliste für das Hörbuch Pantherzeit. Vom Innenmaß der Dinge
- 2022: 4. Platz der hr2-Hörbuchbestenliste für das Hörbuch Paris. Werke von Rainer Maria Rilke und Erik Satie
- 2022: Longlist zum Preis der deutschen Schallplattenkritik mit dem Hörbuch Nikola Tesla[9]
- 2023: Longlist zum Deutschen Hörbuchpreis als beste Interpretin mit dem Hörbuch Sophie Scholl. Wie schwer ein Menschenleben wiegt
- 2023: AKI Audiosiegel für das Hörbuch Nikola Tesla[10]